# Parco nazionale della Calabria
Il Parco nazionale della Calabria è stato un ente, istituito nel 1968, per la salvaguardia ambientale di territori della Calabria, soppresso nel 2002, con l'istituzione del Parco nazionale della Sila e del Parco nazionale dell'Aspromonte.

## Storia
Come era scritto nell'art. della legge 2 aprile 1968, n. 503, con la quale si istituiva il parco nazionale della Calabria,  scopo del parco erano la conservazione delle caratteristiche ambientali, l'educazione e ricreazione dei cittadini. Il parco nazionale della Calabria era costituito prevalentemente dai terreni dell'ex Azienda di Stato per le foreste demaniali (a cui era affidata l'amministrazione del parco), si estendeva in ciascuna delle tre province era divisa  allora la Calabria per circa 12 000 ettari.
Il parco comprendeva (art. 2 della legge 503/68):
- (zona A) aree destinate a riserva naturale integrale, nelle quali "l'ambiente naturale è conservato nella sua integrità"
- (zona B) di ripopolamento, produzione e allevamento di selvaggina e centri di riproduzione ittica;
- (zona C) zone a bosco-parco, con trattamento boschivo tendente alla formazione di classi arboree di elevata età (faggio e pino laricio);
- (zona D) zone non boscate

La superficie del parco aumentò a circa 16 000 ettari nel 1985 di cui, 7 000 in provincia di Cosenza ("Sila Grande"), 6 000 in provincia di Catanzaro ("Sila Piccola") e 3000 in provincia di Reggio ("Aspromonte"). Nel 1989 il territorio più meridionale del parco nazionale della Calabria venne distaccato per costituire il parco nazionale dell'Aspromonte. Il rimanente territorio, di fatto la Sila Grande e Piccola, con DPR del 14 novembre 2002, entrato in vigore il 17 marzo 2003, verrà a far parte del parco nazionale della Sila.